# Pityrogramma triangulata
Pityrogramma triangulata là một loài thực vật có mạch trong họ Adiantaceae. Loài này được (Jenman) Maxon miêu tả khoa học đầu tiên năm 1913.